# Лексус NX
Лексус NX (енгл. Lexus NX) је луксузни теренски аутомобил који производи јапанска фабрика аутомобила Лексус. Производи се од 2014. године.
Представљен је 2014. године, као кросовер модел у Лексусовој линији, постављен испод већег теренца RX. Назив NX Nimble Crossover значи спретан, окретан теренац. Званично је представљен априла 2014. на салону у Пекингу. Мало тога има заједничког са Тојотом RAV4. NX има карактеристично визуелно обележје која красе сва нова возила Лексуса, велика маска хладњака и дневна лед светла у облику слова L, ентеријер и ниво луксуза и израде су јединствени.
У модел NX 200t се уграђују 2.0 литарски турбо-бензински мотор, а у модел NX 300h хибридна верзија мотора која добија снагу од 2.5 литарског бензинца са 195 КС.

## Галерија
- NX 200t
- NX 200t
- NX 300h
- NX 300h